# Lokomotiva 464.0
Lokomotiva řady 464.0 je tendrová parní lokomotiva, vyráběná v letech 1933 až 1939 v ČKD a ve Škodových závodech v Plzni pro Československé státní dráhy (ČSD). Lokomotiva byla vyvinuta pro dopravu rychlíků a zrychlených vlaků na tratích s omezenou únosností svršku. Šlo o lokomotivy nové konstrukce, schopné nahradit velký počet starších lokomotiv při současném zvýšení výkonu a rychlosti. Později na ně navázala výroba řady 464.1 a dalších lokomotiv.
Lokomotivy od inventárního čísla 4 měly v přední části namontovány svislé plechy na usměrňování kouře zvané „uši“, podle nichž dostaly lokomotivy této řady přezdívku „ušatá“.

## Vznik řady
Československé státní dráhy používaly od roku 1928 spolehlivé a výkonné tendrové lokomotivy řady 456.0 s pojezdem 1´D 2´ (konstruktér Ing. Kryšpín). Ve své době to byly nejtěžší lokomotivy ČSD, které do roku 1945 mohly jezdit jen na některých tratích. Nepřicházely tedy v úvahu pro vozbu na tratích s méně únosným svrškem dovolujícím maximální nápravový tlak 14 tun.
Začátkem 30. let 20. století připravovaly ČSD zvýšení frekvence rychlíkové dopravy právě na těchto tratích, navíc v mnoha úsecích vedených kopcovitým terénem. Jelikož tehdy používané motorové vozy M 273.0, M 274.0 a M 275.0 nestačily pokrýt plánovanou provozní potřebu, zrodil se projekt parní lokomotivy s výkonem dostatečným pro osobní rychlíkovou dopravu s hmotností na nápravu nejvíce 14 t. Dobré zkušenosti s lokomotivami řady 456.0 zajistily upřednostnění ČKD, firma však o dodávku lokomotiv soutěžila se Škodou Plzeň.
24. prosince 1932 byla objednávkou číslo 51254-v / 5 objednána u ČKD lokomotiva 464.001.
V průběhu roku 1933 vyrobila ČKD kvůli Velké hospodářské krizi jen tři lokomotivy řady 464.0. Nesly tovární čísla 1618, 1619 a 1620. 2. 11. 1933 převzaly ČSD lokomotivu v.č. 1618, která byla pod označením 464.001 nasazena do zkušebního provozu ve výtopně Praha Masarykovo nádraží. Do 21. 11. 1933 byly dodány lokomotivy 464.002 a 003. Cena těchto lokomotiv byla shodná s lokomotivami řady 456.0: 1 160 000 Kč.
Tyto tři lokomotivy ještě neměly plechy na usměrňování kouře zvané „uši“, podle nichž dostaly lokomotivy této řady přezdívku „ušatá“.
Zkušební provoz probíhal mezi Prahou a severními Čechami a na trase Chomutov – Cheb (výtopna Chomutov). Na této trati jezdily kvůli vzájemnému porovnání spolu s lokomotivou 475.001 a dosahovaly dobrých výsledků.
Díky spokojenosti ČSD běžela výroba až do roku 1939 (zastavila ji až 2. světová válka). Za tuto dobu bylo v ČKD vyrobeno 54 ks a ve Škodě Plzeň dalších 22 ks lokomotiv této řady (inv. č. 18-27, 56-67).

## Konstrukce
Konstruktérem lokomotivy byl Ing. Židlický. Konstrukce vycházela z řady 456.0, snížení hmotnosti na nápravu bylo dosaženo zejména změnou pojezdu na uspořádání 2´D 2´.

### Kotel
Řada 464.0 měla zpočátku provedení i parametry parního kotle shodné s řadou 456.0. Kotel byl opatřen malotrubnatým přehřívačem. U dalších lokomotiv se parametry kotlů změnily. Po roce 1945 byly při dosazení ocelového topeniště provedení i parametry kotlů obou řad sjednoceny.

### Parní stroj
Parní stroj je také v rozměrech, provedení, rozvodu i armatuře shodný s řadou 456.0. Průměr pístů je 600 mm, ojnice jsou dlouhé 2 850 mm. Na rozdíl od řady 456.0 je hnací druhé dvojkolí. Indikovaný výkon lokomotivy dosahoval hodnoty 1650 koní.

### Pojezd
Hlavní rozdíl mezi řadami 464.0 a 456.0 je v uspořádání pojezdu – snížení hmotnosti na nápravu pod 14 tun bylo dosaženo mimo jiné i dosazením dvounápravového běžného podvozku na místo předního běhounu řady 456.0. Uspořádání pojezdu lokomotivy je tedy 2´D 2´.
Další snížení hmotnosti bylo dosaženo zmenšením kol běhounů a snížením objemu vodojemu.
Odlišné jsou i rozvory dvojkolí a jejich uložení v rámu. Vpředu i vzadu je dvounápravový otočný podvozek s příčným posuvem otočného čepu ± 65 mm, mezi koly zadního podvozku je na každé straně jeden brzdový válec s dvěma písty a vnitřním obrzděním kol.
Čtyři spřažená dvojkolí jsou v rámu namontována bez příčných posuvů. Spojniční čepy levé strany předbíhají o 90° čepy pravé strany. Průjezd oblouky usnadňuje ztenčení okolků druhého a třetího dvojkolí o 14 mm.
Celkový rozvor činí 12 560 mm, z toho pevný rozvor je 5 160 mm. Minimální poloměr oblouku je 150 m.

### Změny vkonstrukci
Lokomotivy od č. 004 byly dodány s velkotrubnatým přehřívačem a kouřovými plechy, díky nimž získaly přezdívku „ušatá“. Na lokomotivy 001 až 003 byly plechy domontované později, podobně byl malotrubnatý přehřívač nahrazen velkotrubnatým. Od č. 10 byly předstihové páky vedeny na místo závěsu malým křižáčkem. Od č. 44 byly na lokomotivách namontovány pulsometry a od č. 45 se změnil tvar budky – stěny nad poprsnicí byly zešikmené. Od č. 68 byla běžná dvojkolí uložena ve valivých ložiskách SKF a byla použita šoupátka Trofimov.

## Provozní vlastnosti
Předností lokomotivy je téměř symetrické uspořádání dvojkolí v rámu a velmi dobré vyvážení rotujících a oscilujících hmot. Díky tomu má i při rychlosti 100 km/h klidný chod navzdory průměru pístů 600 mm. Lokomotivy běžně tuto rychlost i překračovaly.
Mezi výhody lokomotivy patřilo i elektrické osvětlení.
Zásoba vody ve vodojemech činí 13 m³, zásoba uhlí 7 m³.
Schopnosti lokomotivy táhnout náklad v různých podmínkách ilustruje tabulka:
| Sklon  | Hmotnost vlaku | Dosahovaná rychlost |
| ------ | -------------- | ------------------- |
| Rovina | 600 t          | 90 km / h           |
| 10 ‰   | 300 t          | 70 km / h           |
| 10 ‰   | 500 t          | 40 km / h           |
| 16 ‰   | 200 t          | 60 km / h           |

## Provoz
Lokomotivy 464.0 byly provozovány na tratích všech kategorií, a to i v pohraničí. V roce 1938 (po obsazení českého pohraničí na základě Mnichovské dohody) přešlo 15 lokomotiv v depech v České Lípě, Chomutově a Chebu pod Německé říšské dráhy (Deutsche Reichsbahn). Zde sloužily během druhé světové války jako řada 68 (68.001–015). Dalších šest lokomotiv bylo odevzdáno DRB na Bohumínsku (bylo připraveno i jejich přeznačení), avšak DRB je hned pronajaly ČMD a později (paradoxně) jim je prodaly zpět. Osm lokomotiv zůstalo během války na Slovensku.
Po roce 1945 přešly všechny lokomotivy zpět do vlastnictví ČSD. V rámci rekonstrukcí došlo k výměně měděných topenišť za ocelová, byly osazeny velkotrubnaté přehřívače páry (na lokomotivy, které je ještě neměly) a zavedeno jednotné uspořádání trubek parního kotle: 120 žárnic a 26 kouřových trubek. Celková výhřevná plocha kotle byla po úpravě 194 m², plocha přehřívače 62,1 m².
Od roku 1962 byla pak montována plochá dyšna Giesl a pneumatický odkalovač. Jako první byla vyřazena dnem 5. března 1973 lokomotiva 464.027. Poslední dosloužila 464.053 v roce 1981 v Klatovech.

## Zachované stroje
- 464.001 – ČKD 1618/1933 – MDC Bratislava, v pronájmu u Prievidzského parostrojného spolku, neprovozní
- 464.008 – ČKD 1667/1935 – ČD, Hradec Králové, neprovozní od 9/2018
- 464.044 – ČKD 1716/1937 – ČD, vrak, Hradec Králové, zdroj náhradních dílů
- 464.053 – ČKD 1764/1938 – NTM, neprovozní, deponována v Lužné

## Další vývoj
Na sklonku roku 1940 dodala Českomoravská strojírna (válečný název ČKD) dvě lokomotivy vylepšeného provedení s tlakem páry 18 bar. Lokomotivy byly označeny řadou 464.1. Dále již výroba tohoto typu nepokračovala. Novým typem velké tendrové lokomotivy se shodným uspořádáním pojezdu se v poválečných letech stala řada 477.0 a později také 464.2.